# Blitz (soundtrack)
Blitz (Soundtrack from the Apple Original Film) is de originele soundtrack, gecomponeerd door Hans Zimmer voor de film Blitz uit 2024 van Steve McQueen. Het album werd uitgebracht op 1 november 2024 door Milan Records.

## Achtergrond
In juli 2024 werd aangekondigd dat Zimmer muziek zou componeren voor Blitz, waarmee hij voor de derde keer samenwerkte met McQueen na 12 Years a Slave (2013) en Widows (2018). Hoewel Hans Zimmer zich eerder muzikaal had gewaagd aan de Tweede Wereldoorlog met films als Pearl Harbor (2001) en Dunkirk (2017), kon hij door te werken aan Blitz op een nieuwe manier naar het tijdperk en een facet van zijn eigen familiegeschiedenis kijken. Zimmer onthulde dat zijn moeder "een vluchteling in Engeland was geweest tijdens de Tweede Wereldoorlog en Steve McQueen gaf me één richting. Hij zei 'Nadat je deze film hebt gezien, zul je je moeder beter begrijpen'", tijdens een Deadline Sound & Screen-evenement. Het verhaal bracht Zimmer ertoe een soundtrack te creëren die de meedogenloze chaos en brutaliteit van de  Blitz weerspiegeld.
Nicholas Britell werd voor de film gehaald om originele nummers te componeren en aanvullende muziek te produceren. Hij deed dat eerder ook voor 12 Years a Slave. Een origineel nummer "Winter Coat" werd uitgevoerd door Saoirse Ronan en Britell, dat werd opgenomen op 7 november 2024 in Studio A in Power Station at BerkleeNYC in New York. De video van het optreden werd op 27 november 2024 uitgebracht via Deadline Hollywood.

## Tracklijst
| 1.                 | September 1940                  |                                                         | 1:29 |
| 2.                 | Brighter Days (Instrumental)    | Nicholas Britell                                        | 1:11 |
| 3.                 | Somewhere to Shelter            |                                                         | 0:57 |
| 4.                 | No. 6 Platform                  |                                                         | 2:22 |
| 5.                 | Munitionettes                   |                                                         | 1:20 |
| 6.                 | Winter Coat                     | Saoirse Ronan, Britell                                  | 3:24 |
| 7.                 | An Adventure for Children       |                                                         | 2:00 |
| 8.                 | Get Jumpin'                     | Britell                                                 | 2:46 |
| 9.                 | It's Time                       | Britell                                                 | 2:37 |
| 10.                | Loitering Is Not Permitted      |                                                         | 1:51 |
| 11.                | Doing Rounds                    |                                                         | 2:40 |
| 12.                | Allelujah (Hallelujah)          | Benjamin Clementine                                     | 1:31 |
| 13.                | Snake Hip Swings                | Britell                                                 | 1:52 |
| 14.                | Oh Johnny, Oh Johnny, Oh!       | Celeste                                                 | 2:50 |
| 15.                | Lost Property Not Lost Children |                                                         | 1:38 |
| 16.                | Brighter Days                   | Britell, Caitlin Drake, Nancy Sullivan, Florence Dobson | 1:21 |
| 17.                | Never Let You Go Again          |                                                         | 3:58 |
| Totale duur: 35:47 |                                 |                                                         |      |

## Personeel (selectie)
Blitz-credits muziekafdeling:
- Matt Dunkley – dirigent en orkestrator
- Tina Guo – cello
- Steve Mazzaro – aanvullende muziek
- Hans Zimmer – synthesizerprogrammering

## Prijzen en nominaties
De belangrijkste:
| Jaar | Prijs            | Categorie      | Genomineerde(n)                                                       | Uitslag     |
| ---- | ---------------- | -------------- | --------------------------------------------------------------------- | ----------- |
| 2025 | Satellite Awards | Beste filmsong | Nicholas Britell, Steve McQueen en Taura Stinson, voor: "Winter Coat" | Genomineerd |